# Anna Burns
Anna Burns (Belfast, 1962) is een Noord-Ierse auteur. Ze groeide op in de katholieke arbeiderswijk Ardoyne in Belfast. In 1987 verhuisde ze naar Londen. Ten tijde van het schrijven van haar novelle Mostly Hero (2014) woonde ze in East Sussex, aan de Engelse zuidoostkust.
Haar eerste roman, No Bones (2001), is een verslag van het leven van een meisje dat opgroeit in het Belfast van The Troubles. Onder de Ierse literatuur over de Troubles wordt No Bones als een belangrijk werk gezien, dat om het vastleggen van de alledaagse spreektaal van de mensen in Belfast wel is vergeleken met Dubliners van James Joyce. De roman won in 2001 de Winifred Holtby Memorial Prize van de Royal Society of Literature voor de beste regioroman in het Verenigd Koninkrijk en Ierland van dat jaar. Een jaar later werd de roman genomineerd voor de Orange Prize for Fiction.
In 2018 won Burns de Man Booker Prize voor haar roman Milkman. In 2020 werd hetzelfde boek bekroond met de International Dublin Literary Award.

### Romans
- No Bones (2001)
- Little Constructions (2007)
- Milkman (2018)

### Novelle
- Mostly Hero (2014)

- Bibliothèque nationale de France: cb14510613s (data)
- Gemeinsame Normdatei: 1066881790
- International Standard Name Identifier: 0000 0000 7843 5347
- Library of Congress Control Number: n2001045556
- Nationale Bibliotheek van Tsjechië: xx0002537
- Nationale Bibliotheek van Israël: 987007420503105171
- Nederlandse Thesaurus van Auteursnamen: 216387779
- Système universitaire de documentation: 147704634
- Virtual International Authority File: 85321496
- WorldCat: E39PBJrrBXVcH6BBCPdp64v8md